# Miguel Sánchez (bachiller)
Miguel Sánchez (1594-1674) fue un sacerdote novohispano, escritor y teólogo. 

## Biografía
Miguel Sánchez nació en Nueva España y estudió en la Real y Pontificia Universidad de México en la Ciudad de México.  En repetidas ocasiones fungió como capellán en la Capilla de Nuestra Señora de los Remedios, y en 1662 se unió a una archicofradía de sacerdotes seculares que más tarde se constituyó como la primera comunidad de la Congregación del Oratorio de San Felipe Neri en México.
Su trabajo usó de la tipología de Agustín de Hipona, aunque no la aplica a pasajes del Nuevo Testamento, sino a eventos que presuntamente habían ocurrido en el siglo pasado (XVI) en México.[cita requerida]
Fue enterrado en el Santuario a la Virgen de Guadalupe, habiendo sido fiel devoto de la misma y el primero de los cuatro evangelistas de la aparición Guadalupana.

## Culto a la Virgen de Guadalupe
Miguel Sánchez es mayormente famoso como el autor de Imagen de la Virgen María de 1648, una descripción e interpretación teológica de las apariciones de la Virgen María como Nuestra Señora de Guadalupe a Juan Diego, la cual fue la primera obra narrativa publicada de este evento. La naturaleza del culto a la Virgen de Guadalupe antes de esta fecha, y si acaso la tradición de la aparición data (como dice Sánchez) de 1531, constituye todavía una discusión histórica. La existencia de un culto a la Virgen María en una capilla (o ermita) en el Tepeyac, enfocado en una pintura de la imagen de la Virgen y que es célebre por realizar curaciones milagrosas, fue establecido alrededor de 1556. David Anthony Brading, un estudioso de la Historia de México, dijo sobre Sánchez: incluso si él no determinó el inicio de la devoción, sí determinó la manera en la que la imagen fue exhaltada y justificada.